# Metempsicosi
La metempsicosi és una doctrina filosòfica, originada a l'antiga Grècia, basada en la idea de la constitució triple de l'ésser humà (esperit, ànima i cos), i que afirma que determinats elements psíquics traspassen d'un cos a un altre després de la mort.

## Àmbit

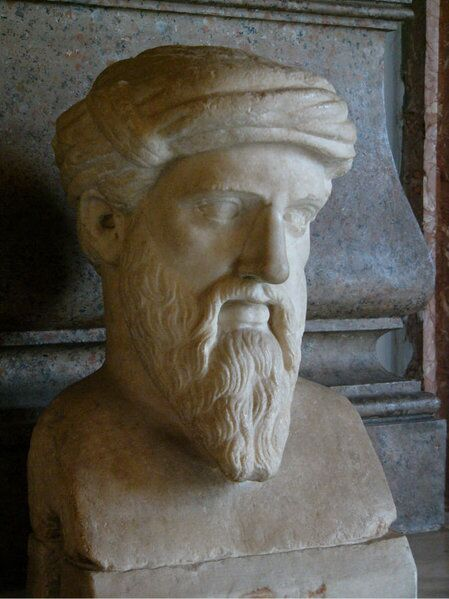
Pitàgores

Aquesta creença va ser mantinguda per l'orfisme i el pitagorisme i també acceptada per Empèdocles, Plató, Plotí i els neoplatònics. En un principi la van fer servir per a justificar la teoria de la preexistència de l'ànima i més endavant la metempsicosi desembocaria en la teoria de la reminiscència de Plató.

## Etimologia
La paraula metempsicosi (μετεμψύχωσις) està composta per μετα- ("més enllà"), Éν- ("en, a dins de"; la n canvia per m davant de p per eufonia); Ψυχη ("ànima") i -ωσις (-osi = "procés"). Sovint aquesta paraula es tradueix per "reencarnació", tot i que són conceptes diferents. Una traducció més encertada seria "traspàs de l'ànima". Aquesta ànima es referiria a l'ànima de l'esperit, que seria la part que peregrina a través dels diferents éssers pels que ha de passar, vivificant-los momentàniament. Alguns autors hi veuen una adaptació grega de la doctrina hindú de la transmigració de les ànimes.

## Descripció

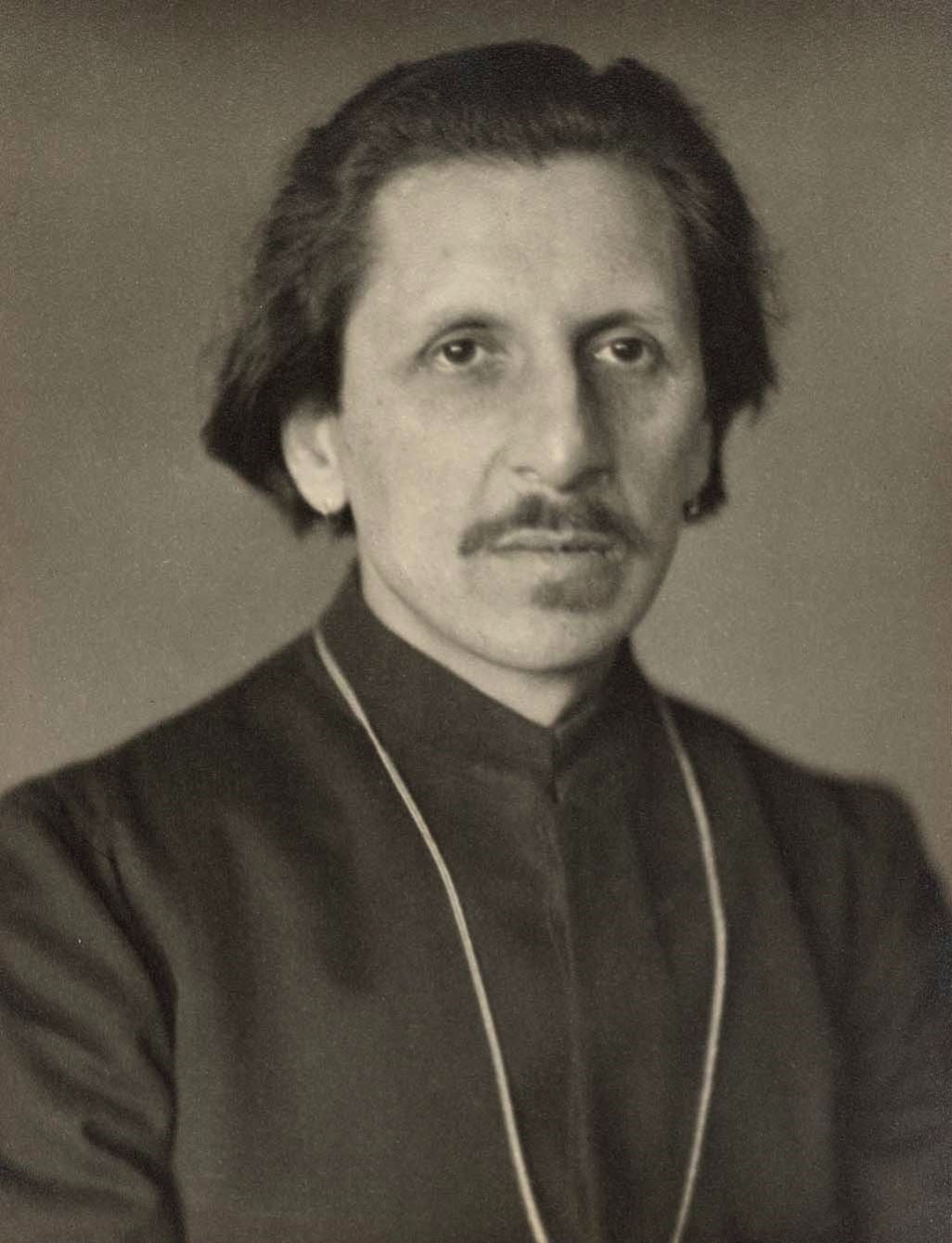
Ananda Coomaraswamy

Ananda Coomaraswamy, destacat orientalista (1877-1947), afirmava que la metempsicosi no seria sinó l'herència directa o indirecta de les característiques psicofísiques d'una persona que ha mort. Aquestes característiques no són una part de l'essència veritable del difunt, sinó només un vehicle temporal exterior a l'autèntic ésser. Els que creuen en aquesta doctrina justifiquen així la semblança en el caràcter o manera de ser entre un pare i un fill.
René Guénon, filòsof francès (1886-1951), anava més enllà en la seva concepció de la metempsicosi. Segons ell, consistiria en el següent: En l'ésser humà hi ha elements psíquics que es dissocien després de la mort i així poden passar a altres éssers vius, ja siguin humans o animals, sense que això tingui més importància que el fet que, després de la dissolució del cos d'aquest mateix ésser humà, els elements que el componien puguin servir per a formar altres cossos; en tots dos casos, es tracta d'elements mortals de l'ésser humà i no de la part imperible que és el seu autèntic ésser i que no es veu afectada de cap manera per aquestes mutacions pòstumes.

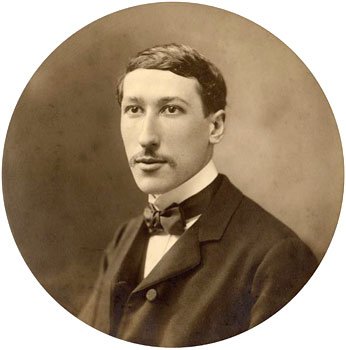
Rene Guenon

La dissolució que segueix a la mort no recau només sobre els elements corporals, sinó també sobre alguns elements que es poden anomenar psíquics. Aquests elements (que, al llarg de la vida, poden haver estat pròpiament conscients o tan sols "subconscients") comprenen concretament totes les imatges mentals que, en resultar de l'experiència sensible, han format part del que diem memòria i imaginació: aquestes facultats, o més aviat aquests conjunts, són peribles, és a dir, subjectes a ser dissolts, perquè, en ser de l'orde sensible, són literalment dependències de l'estat corpori; d'altra banda, fora de la condició temporal, que és una de les que defineixen aquest estat, la memòria no tindria evidentment cap raó de subsistir.
Els espiritualistes, tot i que afirmen falsament l'antiguitat de la teoria de la reencarnació, diuen correctament que no és idèntica a la metempsicosi; però, segons ells, només es diferencia d'ella en el fet que les existències successives són sempre "progressives", i en que cal que es considerin exclusives dels éssers humans.:

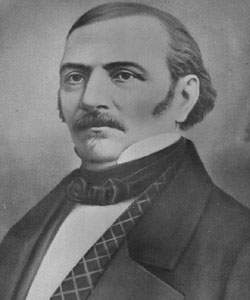
Allan Kardec

Allan Kardec (1804-1869) feia èmfasi en aquesta diferenciació: «Hi ha entre la metempsicosi dels antics i la doctrina moderna de la reencarnació, aquesta gran diferència, que és, que els esperits rebutgen de manera absoluta la transmigració de l'ésser humà en els animals, i viceversa.»
Generalment es confon amb la doctrina de la transmigració de les ànimes i amb la idea de reencarnació. Gérard Encausse diu amb relació a la confusió amb la reencarnació:
«Cal no confondre mai més la reencarnació amb la metempsicosi, perquè l'ésser humà no retrograda i l'esperit no esdevé mai un esperit d'animal, excepte en el pla astral, en l'estat genial, però això és encara un misteri».

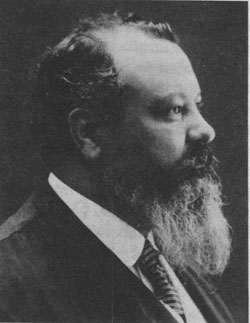
Gérard Encausse, dit Papus

René Guénon, també amb relació a aquesta mateixa confusió, diu:
«Entengui's bé que, quan es parla de reencarnació, això vol dir que l'ésser que ha estat ja incorporat reprèn un nou cos, és a dir, que torna a l'estat pel qual ja ha passat; d'altra banda, s'admet que això és en referència a l'ésser real i complet, i no simplement als elements més o menys importants que hagin pogut entrar en la seva constitució a un títol qualsevol.».
Hi ha, en resum, quatre concepcions diferents sobre la metempsicosi:
- La que la fa equivalent o sinònim de “reencarnació”, essent aquesta la tornada a la vida d'una individualitat després de la mort.
- La que la fa sinònim de la doctrina de la “transmigració de les ànimes”, essent aquesta la peregrinació de l'esperit per diferents cossos, siguin del tipus que siguin (animals o humans), els quals vivifica temporalment, mentre dura la vida d'un ésser i del qual se'n separa un cop mort l'ésser en qüestió.
- La que parla de l'existència d'una mena de germen psíquic que seria transmès de generació en generació de la mateixa manera que, pel que fa al cos, l'herència es transmet a través del material genètic. Seria la transmissió del caràcter o temperament d'un ésser cap a un altre amb el qual està més o menys emparentat.
- La que la fa ser una mutació pòstuma del material de desfeta de l'entorn sensible, constituït per la memòria i la imaginació.

A partir de la lectura de diferents textos al llarg de la història es pot veure que les confusions amb el concepte de metempsicosi són causades generalment per un coneixement deficient de la idea tradicional de la constitució triple de l'ésser humà i la confusió entre la idea d'"esperit" i la idea d'"ànima". Això va ser així en filòsofs posteriors al Renaixement, com ara en Descartes. 

## Ús literari
La transmigració apareix com recurs narratiu a la novel·la picaresca El siglo pitagórico y vida de don Gregorio Guadaña (Ruan, 1644) de l'escriptor Antonio Enríquez Gómez. El terme apareix de forma repetida a Ulisses, de l'escriptor irlandès James Joyce. També surt a la novel·la Anna Karènina de Lev Tolstoi com la religió de Dolly Oblonski.
Edgar Allan Poe en fa referència en algunes de les seves obres, fins i tot té un conte titulat Metzengerstein. Eduard Raban utilitza el concepte explícitament en la seva reconstrucció del segon acte de Els Enemics, versió del drama fictici de Jaromir Hladík (personaje principal de "El miracle secret", conte del llibre Ficciones, de Jorge Luis Borges): la idea de transmigració de l'ànima és utilitzada com a punt de partida en el procés d'anamnesis que li permet concebre la multiplicitat d'ànimes enfrontades per només poder optar a un sol cos.
Rudyard Kipling a El millor relat del món narra les vivències d'un ciutadà en altres cossos.
També Guy de Maupassant relata en "Le docteur Héraclius Gloss" (1875) una faula sobre la metempsicosi. Marcel Proust medita en les primeres pàgines de la seva obra Pel camí de Swann sobre la metempsicosi entre els somnis i la vida "real". Giovanni Papini, a la seva novel·la Gog, fa al·lusió al terme dins el capítol "Thormon el soteriòleg", en què el protagonista relata la seva trobada amb un personatge expert en l'art de la metempsicosi.